# آب‌انبار دو محله رودخانه
آب‌انبار دو محله رودخانه مربوط به دوره صفوی است و در شهرستان کوهبنان، بخش مرکزی، دهستان خرمدشت، آب‌انبار ۲ محله رودخانه واقع شده و این اثر در تاریخ ۷ اسفند ۱۳۸۶ با شمارهٔ ثبت ۲۱۴۸۰ به‌عنوان یکی از آثار ملی ایران به ثبت رسیده است.